# Olivier Chevalier
Olivier Chevalier (Bergen, 27 februari 1990) is een Belgisch wielrenner die in 2016 reed voor Wallonie Bruxelles-Group Protect. In 2013 won hij de Ronde van Limburg, een Belgische eendagswedstrijd.

## Overwinningen
2013
Ronde van Limburg
Jongerenklassement Ronde van Wallonië

## Ploegen
- 2010 –  Lotto-Bodysol (vanaf 25-6)
- 2011 –  Wallonie Bruxelles-Crédit Agricole
- 2012 –  Wallonie Bruxelles-Crédit Agricole
- 2013 –  Wallonie-Bruxelles
- 2014 –  Wallonie-Bruxelles
- 2015 –  Wallonie-Bruxelles
- 2016 –  Wallonie Bruxelles-Group Protect

Bertholet · Burton · Cammaerts · Chevalier · Collet · De Witte · Devillers · Dron · Fondard · Honorez · Naert · Prémont · Roossens · Rouet · Thome · Van Schelven · Demoitié (stagiair) · Donnay (stagiair)
Bertrand · Bille · Chevalier · De Witte · Devillers · Dufrasne · Giaux · Legrand · Mottet · Pardini · Polazzi · Prémont · Rouet · Stenuit · Van Hoecke · Vangenechten
Bertholet · Chevalier · De Witte · Dernies · Dron · Dufrasne · Evrard · Legrand · Patron · Polazzi · Prémont · Stenuit · Thomé · Van Hoecke
Anciaux · Bertholet · Chevalier · De Witte · Demoitié · Dernies · Dron · Dufrasne · Evrard · Patron · Polazzi · Stassen · Van Hoecke
Amorison · Anciaux · Bertholet · Chevalier · Delfosse · Demoitié · Dernies · Dron · Dufrasne · Evrard · Mottet · Pestiaux · Prémont · Stassen · Stenuit